# جيمس هودغ تايلر
جيمس هودغ تايلر هو نَسَّاب ومؤرخ وسياسي أمريكي، ولد في 11 أغسطس 1846 في مقاطعة كارولاين في الولايات المتحدة، وتوفي في 3 يناير 1925 في مقاطعة بولاسكي في الولايات المتحدة. نشط حزبياً في الحزب الديمقراطي. وقد انتخب عضو مجلس ولاية فرجينيا ‏ (5 ديسمبر 1877 – 3 ديسمبر 1879) وانتخب نائب حاكم فرجينيا ‏ (1890 – 1894) وانتخب حاكم فرجينيا ‏ (1898 – 1902).

## وصلات خارجية
- جيمس هودغ تايلر على موقع إن إن دي بي (الإنجليزية)